# Sajórecske
Sajórecske (szlovákul Riečka) község Szlovákiában, a Besztercebányai kerület Rimaszombati járásában.

## Fekvése
Tornaljától 10 km-re délre, a Sajó bal partján.

## Élővilága

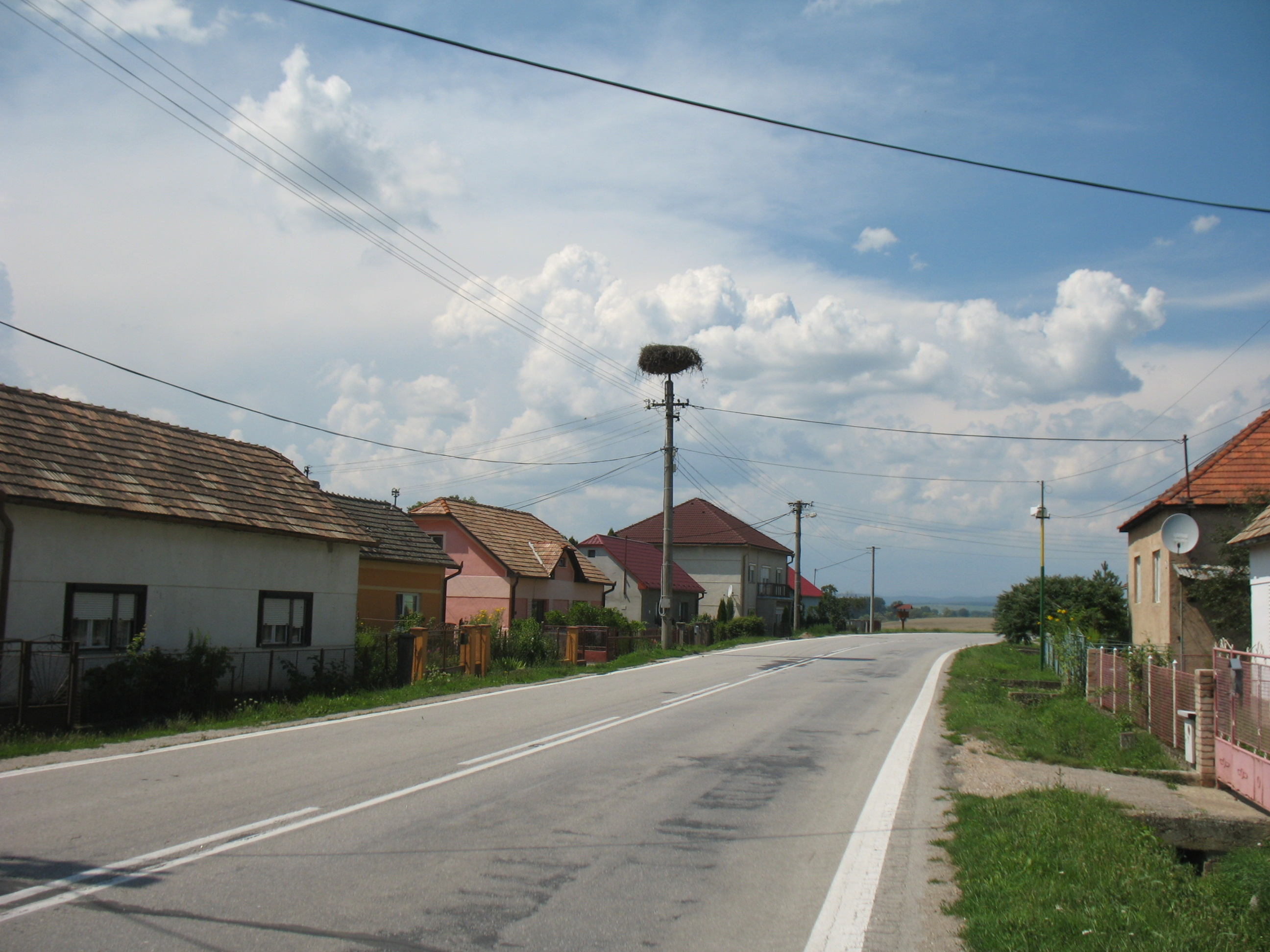

A faluban van gólyafészek, 2014-ben 4 fiókát számoltak össze.

## Története
A mai község területén már a hallstatt korban emberi település állt. A falut 1282-ben "Rechke" alakban említik először, de ennél korábbi alapítású lehet. 1337-ben "Rekche", 1347-ben "Nogrekche, Rekche a. n. Kezw", 1479-ben "Alsorechke" néven említik. A 14. században a Tekes és Szalonnai családok birtoka. 1427-ben birtokosa a Recsky család. A 15. század második felében már Alsó- és Felsőrecske falukból állt. Alsórecske birtokosai a Tekes, Szalonnay és a Szény családok voltak. Felsőrecske az Ományi család birtoka volt. 1566-ban elpusztította a török. Ezt követően a község újra egyesült. 1828-ban 44 házában 311 lakos élt, akik főként mezőgazdasággal foglalkoztak.
Vályi András szerint "RECSKE. Magyar falu Gömör Vármegyében, földes Urai külömbféle Uraságok, lakosai katolikusok, és reformátusok, fekszik Sajóvizéhez közel, Követsesnek, ’s Méhinek szomszédságában, mellynek filiája; határja középszerű, vagyonnyai is."
Fényes Elek szerint "Recske, magyar falu, Gömör vmegyében, felüről Kövecses, alulról Szentkirály helységek közt a Tornaljától Putnok s Miskolczfelé vivő országut mentiben, két oldalról rónaságon fekszik. Van benne a reformatusoknak templomjok; a lakosok száma 320-ra megy; mindnyájan ref. magyarok. A közbirtok áll 16 4/8 rész majorsági telekből, 8 állodial. zsellérből; 105 hold erdőből. Van a helység nyugoti oldalán folyó Sajó vizén Jankovics Antal urnak malma; szántófölde mindent megterem, rétje jó, s elegendő takarmányt ad. Birják Jankovics és Hubai urakon kivül a ns Biró, Héthy, Csiszár, Czakó és Nagy nemzetségek. Ut. p. Tornalja."
Gömör-Kishont vármegye monográfiája szerint "Recske, sajóvölgyi magyar kisközség, 46 házzal és 238 ev. ref. vallású lakossal. E község nevét 1347-ben kétféle változatban találjuk, ú. m. Rechke, Rekche alio nomine Kezw, 1469-ben pedig háromfelé oszlott, ú. m. Felswrechke, Nogrekche és Alsórechke falvakra. E szerint a mostani Kisrecske puszta is falu volt. Recske birtokosa 1427-ben a Recsky család, 1436-ban pedig a Szalonnay és utána a Csetneky család. Alsó-Recske földesurai a 15. század közepén a Tekes, Szalonnay és a Szény családok voltak. Felső-Recske birtokosa ugyanakkor az Ományi család. Később az egygyé olvadt községnek a Jankovics, Hubay, Biró, Héthy, Csiszár, Czakó és a Nagy családok voltak a birtokosai, most pedig Walther Gyulának és Balázs Lajosnénak van itt nagyobb birtoka. A községben levő ev. ref. templom 1692-ben épült. A község postája és vasúti állomása Kövecses, távírója pedig Bánréve."
A trianoni békeszerződésig Gömör-Kishont vármegye Tornaljai járásához tartozott. 1938 és 1944 között ismét Magyarország része.

## Népessége
| Év:            | 1994. | 2004.   | 2014.   | 2024.   |
| -------------- | ----- | ------- | ------- | ------- |
| Emberek száma: | 240   | 235     | 234     | 220     |
| Eltérés:       |       | -2,08 % | -0,42 % | -5,98 % |

| Év:            | 2023. | 2024.   |
| -------------- | ----- | ------- |
| Emberek száma: | 215   | 220     |
| Eltérés:       |       | +2,32 % |

1910-ben 211-en, túlnyomórészt magyarok lakták.
2011-ben 235 lakosából 202 magyar és 30 szlovák.
2021-ben 218 lakosából 169 magyar (77,5%), 41 szlovák, 8 cigány.

## Nevezetességei
- Református temploma 1692-ben épült, később renoválták.

## Külső hivatkozások
- Sajórecske a régió honlapján
- E-obce.sk Archiválva 2007. december 8-i dátummal a Wayback Machine-ben
- Obce info.sk[halott link]
- Sajórecske Szlovákia térképén